# Wolfforth
Wolfforth est une ville située au sud-ouest du comté de Lubbock, au Texas, aux États-Unis,. La ville est fondée en 1916 et baptisée en référence à George Wolffarth, un pionnier.

## Démographie
Lors du recensement de 2010, la ville comptait une population de 3 670 habitants. Elle est estimée, en 2017, à 4 922 habitants.

### Source de la traduction
- (en) Cet article est partiellement ou en totalité issu de l’article de Wikipédia en anglais intitulé « Wolfforth, Texas » (voir la liste des auteurs).